# Луценко Никифір Харитонович
Никифір Харитонович Луценко (12 березня 1904, с. Єлизаветпіль, Михайлівська волость, Криворізький повіт, Херсонська губернія — 1973) — український радянський управлінець і партійний діяч регіонального рівня, голова виконкому міської ради Олександрії в 1948–1953 роках, почесний громадянин Олександрії.

## Життєпис

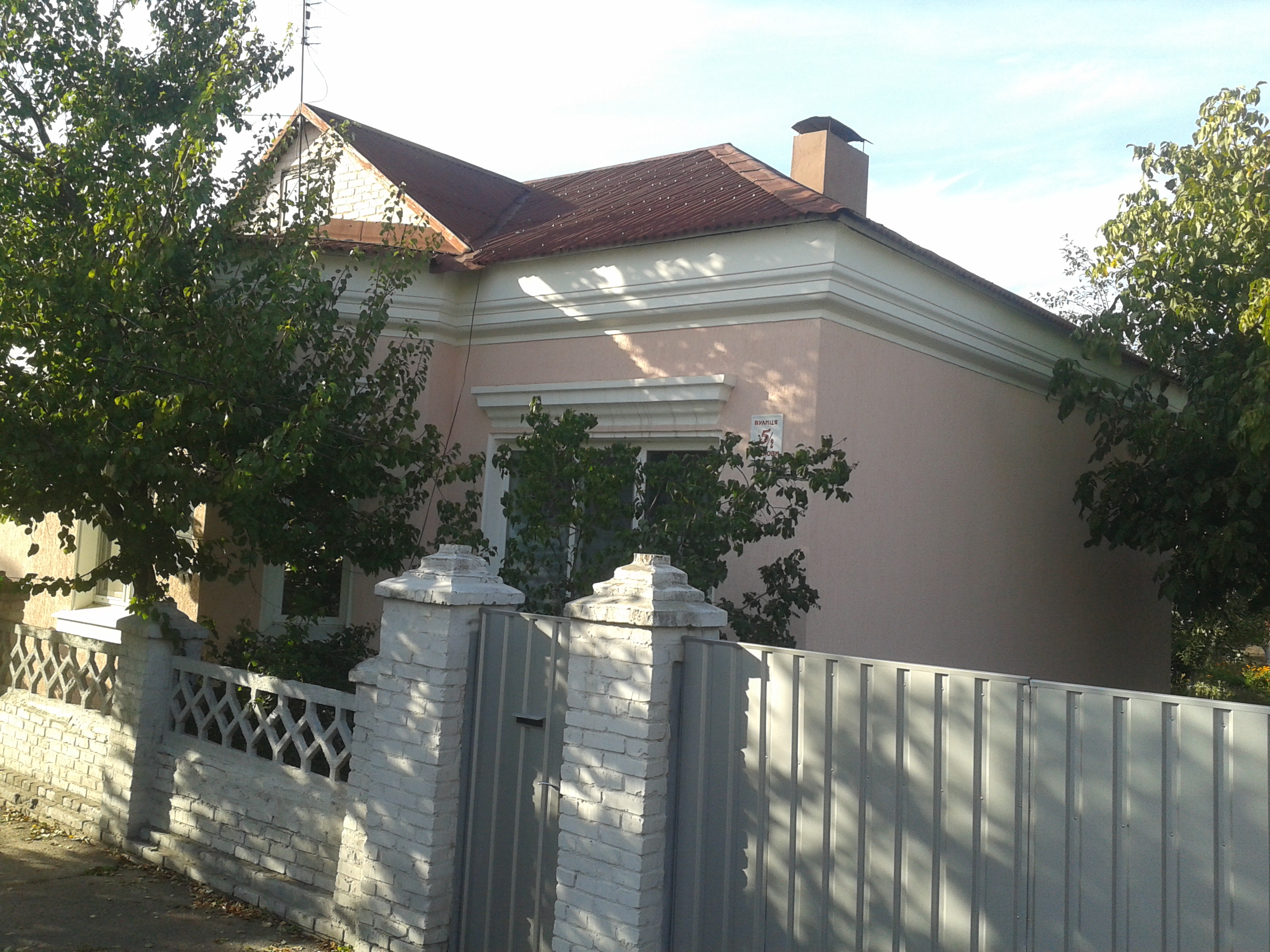
Будинок Луценка в Олександрії

Никифор Луценко народився 12 березня 1904 року в невеликому селі Єлизаветпіль (Велика Таранова) Михайлівської волості Криворізького повіту Херсонської губернії, нині це напевне село Єлизаветпілля Апостолівського району. Никифор народився в селянській родині, і з дитинства почав наймитувати.
В серпні 1924 Луценко вступив до ВЛКСМ, в березні 1927 до ВКП(б). До 1934 року працював на господарській роботі, потім — на радянських і партійних посадах. З 1938 року — 1-й секретар Олександрійського районного комітету КП(б)У Миколаївської області.
З 9 січня 1939 по січень 1940 року — заступник голови Оргкомітету Президії Верховної ради УРСР по Кіровоградській області. З січня 1940 року був 1-м заступником голови виконавчого комітету Кіровоградської обласної ради депутатів трудящих.
Брав участь у німецько-радянській війні, був членом оперативної групи військової ради Сталінградського і Воронезького фронтів.
З 1948 (можливо з 1946) по 1953 рік Никифор Луценко був головою виконавчого комітету Олександрійської міської ради депутатів трудящих Кіровоградської області.
У квітні (затв.) 1953–1963 роках — перший секретар Олександрійського міського комітету Комуністичної партії України. Вийшов на пенсію в квітні 1963 року.

## Вшанування

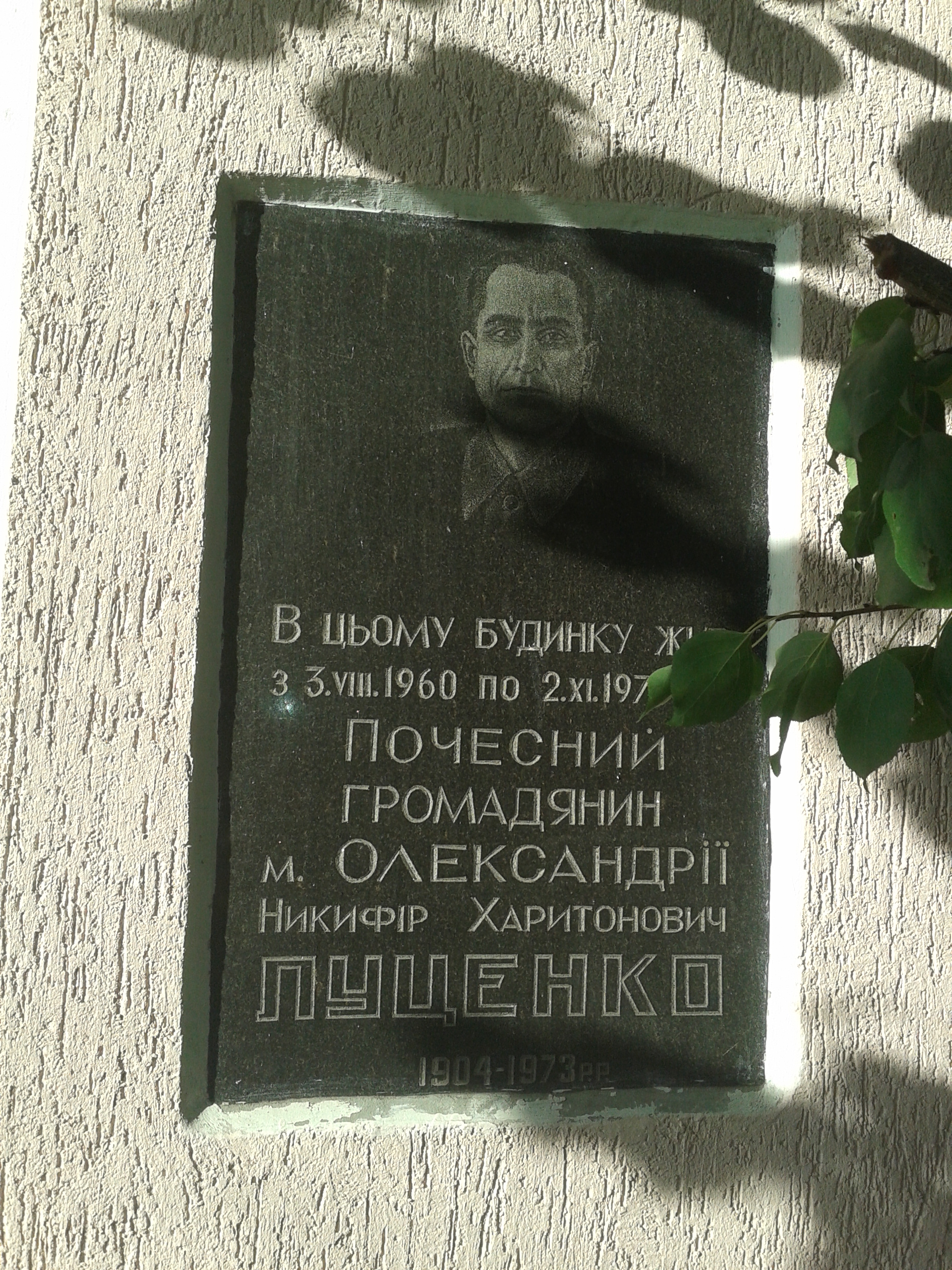
Меморіальна дошка на будинку де жив Луценко в Олександрії

13 листопада 1970 року рішенням сесії Олександрійської міської ради Никифору Луценку було присвоєне звання Почесного громадянина міста Олександрії, за активну участь у відбудові народного господарства міста після відвоювання міста радянськими військами у німців, та за ініціативу зі створення в місті краєзнавчого музею.

## Нагороди
Нагороджений двома орденами Трудового червоного Прапора, орденом Червоної Зірки, дев'ятьма медалями.